# 日本のガソリンスタンド一覧

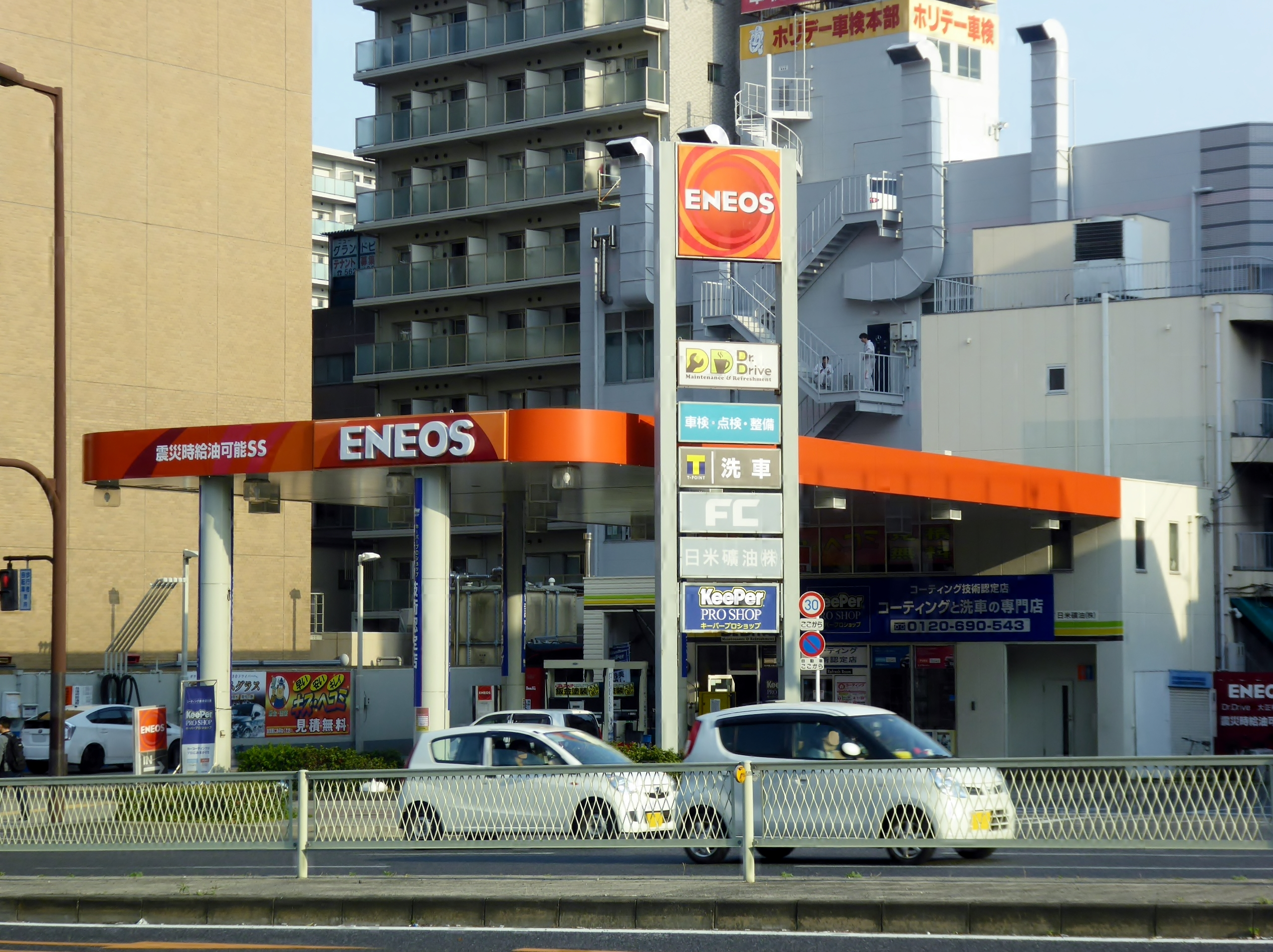
ENEOSの店舗例

日本のガソリンスタンド一覧（にほんのガソリンスタンドいちらん）では、日本に展開するガソリンスタンドについて記述する。
多店舗展開していないガソリンスタンドは含めない。

## 主要ブランド
日本国内の主要なガソリンスタンドブランドを店舗数順に列挙すると以下の通り。全国47都道府県に展開するのはENEOS、出光興産、コスモ石油の3社。店舗数については、特記のない限り2023年4月末時点のもの。

### 大手3社
1. ENEOS／エネオス - 12,199店（ENEOS）
2. apollostation／アポロステーション - 6,127店（出光興産）（IDEMITSU、Shellも含む[2][3]）
3. cosmo／コスモ - 2,627店（コスモ石油）

### その他
1. JA-SS - 1,838店（2022年3月末時点[4]）（JA-SS）（JA系）
2. KYGNUS／キグナス - 432店（キグナス石油）（リコー三愛系）
3. carenex／カーエネクス・ITOCHU ENEX／伊藤忠エネクス - 410店（伊藤忠エネクス）（伊藤忠商事系）
4. SOLATO／ソラト - 307店（太陽石油）
5. ホクレン - 255店（ホクレン農業協同組合連合会）（JA系）（北海道のみ）
6. 丸紅エネルギー／Marubeni Energy - 約250店（丸紅エネルギー）（丸紅系）
7. 三菱商事エネルギー - 188店（三菱商事エネルギー）（三菱商事系）

## その他のブランド

### 商社系PB
- エネフリ - （エネクスフリート）（伊藤忠エネクス系）
- navi／ナヴィ - 24店（ナヴィ）（丸紅エネルギー系）
- Me／ミー - 10店（マルネン）（丸紅エネルギー系）
- DM Gas／DMガス - 10店（ダイヤ昭石）（三菱商事エネルギー系）
- Sogo Energy／総合エネルギー - 49店（コスモエネルギーソリューションズ）（旧双日エネルギー）
- XING／クロッシング - 29店 （兼松ペトロ）（兼松系）
- TOYOTSU ENERGY／豊通エネルギー - 13店（豊通エネルギー）（豊田通商系）
- TOYO ENERGY／トーヨーエナジー・東谷石油 - 6店（東谷石油）（阪和興業系）

### 石油関連企業系PB
- bluegas／ブルーガス - 72店（三徳商事）（全国）
- ミツウロコ - 12店（ミツウロコ）（関東）
- INPEX／インペックス - 11店（INPEX）（長野県・新潟県）
- IDEX／イデックス - 5店（新出光）（福岡県）
- san・ai - （三愛オブリ）

### ショッピングセンターPB
- PETRAS／ペトラス - 57店（メガペトロ）（イオン系併設）
- COSTCO／コストコ - 22店（コストコ）（コストコ併設）
- ユーホー - 12店（ユーホー）（ホームセンターユーホー併設）
- AUTOBACS EXPRESS／オートバックスエクスプレス - 11店（オートバックス）（オートバックス併設）
- LAWSON／ローソン - 9店（ダイヤ昭石、ネージェル他）（ローソン併設）
- Fantasista／ファンタジスタ - 9店（ベイシア系併設）
- SEVEN／セブン - 8店（ホームセンターセブン）（大分県・福岡県・三重県）（ホームセンターセブン併設）
- PLANT／プラント - 6店（PLANT）（福井県・石川県・京都府）
- V.SS／バローセルフスタンド - 3店（ホームセンターバロー）（ホームセンターバロー併設）
- チャンピオン - 2店（チャンピオン）（DIYチャンピオン併設）
- オートジョイント - 2店（オートジョイントコーナン）（コーナン併設）
- ライフコメリ - （ライフコメリ）（コメリ併設）

### 小規模・地方チェーン
- オカモト - 97店（オカモトグループ）（北海道・東北・関東・岡山県）
  - カナショク - 21店（カナショク）（オカモトグループ系）（石川県・富山県・福井県）
  - ヤマウチ - 10店（ヤマウチ）（オカモトグループ系）（西日本）

- CLOVER／クローバー - 53店（アサヒ商会）（全国）
- モダ - 38店（茂田石油）（北海道）
- ユニペト - 35店（Unipet Japan）（四国・中国・九州）
- Uny Oil／ユニーオイル - 28店（バロン・パーク）（愛知県）
- JF - 26店（JF系）
- Selfix／セルフィックス - 21店（日商有田）（和歌山県他全国）
- 浜口石油 - 18店（浜口石油）（和歌山県・三重県）
- きのした - 17店（木下石油）（九州）
- N-OIL - 16店（中川物産）（愛知県・三重県）
- Gasta／ガスタ - 12店（石橋）（和歌山県・大阪府）
- KJ-ENERGY - 10店（金沢エネルギー）（石川県）
- SHUWA／シューワ - 10店（シューワ）（大阪府・兵庫県・香川県・福岡県・大分県）
- UENO・SELF Uo - 10店（上野油業）（岡山県）
- Self M-1 - 9店（極東）（岐阜県・愛知県・石川県）
- BVE - 9店（ベストバリューエネルギー）（MKグループ）（京都府他）
- 九販石油 - 9店（九販石油）（福岡県・大分県）
- コマレオ - 8店（コマレオ）（山形県・宮城県・福島県・新潟県）
- 油 - 8店（ライフ白銅）（関東）
- 村上商事 - 8店（村上商事）（京都府・兵庫県）
- MYOJO／明星 - 8店（明星）（岡山県・島根県・兵庫県・鳥取県）
- あぶらや市場 - 8店（油屋通商）（福岡県・長崎県・大分県）
- OIL Bank／オイルバンク - 7店（オイルバンク）（愛知県・近畿・山口県・佐賀県）
- Orange Bear／オレンジベア - 8店（土佐共同産業）（高知県）
- アジアサポート - 7店（アジアサポート）（岐阜県）
- my station／マイステーション - 7店（岸本）（西日本・静岡県）
- SANPIT／サンピット - 7店（サンピット）（山口県）
- 稲富石油 - 6店（稲富石油）（岐阜県）
- EpocH／エポック - 6店（アムズエナジー）（和歌山県）
- エコスタンド - 6店（はーもにーりんぐ）（鹿児島県）
- 八木石油 - 5店（八木石油）（静岡県）
- ヒラオカ石油 - 5店（ヒラオカ石油）（大阪府）
- Toseki - 5店（東九州石油）（大分県）
- CSS - 5店（センターサービスステーション）（沖縄県）
- KOKUWA／コクワ - 5店（コクワエナジー）（沖縄県）
- Oasis／オアシス - 4店（高橋石油）（山形県）
- ヤシロチェーン - 4店（宮城県）
- nanoha - 4店（藤井防災エネルギー）（福井県）
- セルフ石油 - 4店（岐阜県・愛知県）
- KAMEI - 4店（亀井商事）（三重県・奈良県）
- Quick Pit／クイックピット - 4店（三重県）
- 杉原石油 - 4店（杉原石油）（島根県）
- ペガサス - 4店（ペガサス石油）（岡山県）
- RAD - 4店（大隅石油）（山口県）
- ラ・カレテーラ - 4店 （小森石油）（徳島県）
- 高島石油 - 4店（高島石油）（熊本県）
- トーヨー興産 - 4店（東洋興産）（宮崎県）
- モーレ - 4店（ユカ）（沖縄県）
- 花石油 - 4店（花石油）（沖縄県）
- PCE - 3店（スズキ）（茨城県・栃木県）
- ECO Station／エコステーション - 3店（かなせき）（神奈川県）
- Shimizuya／シミズヤ - 3店（シミズヤ）（山梨県）
- EGT - 3店（上市日通プロパン販売）（富山県）
- ふくてつ - 3店（福鉄商事）（福井鉄道系）（福井県）
- FURUTAYA／古田屋 - 3店（古田屋）（静岡県）
- ぱわーすてーしょん - 3店（北尾石油）（岐阜県）
- リョーワ石油 - 3店 （リョーワ石油）（岐阜県）
- カー・トレ - 3店（カー・トレ）（大阪府）
- Customer Service／カスタマーサービス - 3店（極東油業）（大阪府・兵庫県）
- Fujita Group - 3店（藤田商店）（香川県）
- MINI MART／ミニマート - 3店（南西交易）（長崎県）
- my my／マイマイ - 3店（マキオ）（鹿児島県）
- おきりゅう - 3店（おきりゅう）（沖縄県）
- KANEMATSU - 2店（カネマツ商事）（青森県）
- にしはま燃料 - 2店（西浜燃料）（青森県）
- ムナカタ - 2店（宗形商店）（福島県）
- セイウン - 2店（セイウン）（東京都）
- E-STOP AOKI - 2店（青木石油）（静岡県）
- sala／サーラ - 2店（サーラコーポレーション）（愛知県）
- SK TOKAI／SK東海 - 2店（SK東海）（愛知県）
- オカリョウ - 2店（オカリョウ）（愛知県）
- FRONTAL - 2店（関西実業）（奈良県）
- ドーメン石油 - 2店（ドーメン石油）（和歌山県）
- まるきょう - 2店（丸共）（島根県）
- OK Orbit Oil - 2店（渡辺海運）（愛媛県）
- 長光興産 - 2店（長光興産）（長崎県）
- 肥後石油 - 2店（肥後石油）（熊本県）
- YAMAGA - 2店（山鹿ホールディングス）（熊本県）
- 勝和商事 - 2店（勝和商事）（熊本県）
- カメダ石油 - 2店（カメダ石油）（鹿児島県）
- ガソリンボーイ - （ニチエネ）（北海道）
- ガソリンガール - （東札幌石油）（北海道）
- ALOZ／アロッズ - （NX商事）（山形県・秋田県）
- 谷口石油 - （谷口石油）（秋田県）
- エムアール石油 - （宮崎県）

## 直営店・大手特約店

### ENEOS
- ENEOSフロンティア（東京都） - 直営
- ENEOSジェネレーションズ（神奈川県） - 直営
- ENEOSウイング（愛知県） - 直営
- ENEOSジェイクエスト（東京都） - 直営
- ネクサスエナジー（大阪府） - 直営
- 澤井商事（北海道）
- 中和石油（北海道）
- 北海道エネルギー（北海道）
- カメイ（宮城県）
- 野口鉱油（山形県）
- 富士鉱油（山形県）
- 日米商事（山形県）
- ゼネラルエナジー（会津ゼネラルホールディングス系）（福島県）
- 宇田川コーポレーション（茨城県）
- セキショウカーライフ（関彰商事系）（茨城県）
- 吉田石油（茨城県）
- 鹿島屋（埼玉県）
- 日新商事（東京都）
- 共栄石油（東京都）
- CAPITA（東京都）
- 鶴見石油（三谷商事系）（神奈川県）
- サンリン（長野県）
- 相馬商事（長野県）
- 豊島屋（長野県）
- 岐阜日石（岐阜県）
- 鈴与商事（鈴与系）（静岡県）
- 遠鉄石油（遠州鉄道系）（静岡県）
- 伊伝（静岡県）
- オーモリニッセキ（大森石油系）（愛知県）
- 光南工業（アイシン系）（愛知県）
- ユアサ燃料（ユアサ商事系）（愛知県）
- 谷口リテール販売（TANIX系）（三重県）
- 伊藤佑（滋賀県）
- 山文商事（大阪府）
- ナカムラ（兵庫県）
- ウミライ（鳥取県）
- 日ノ丸産業（鳥取県）
- 高山石油（山口県）
- 山田石油サービス（山田石油系）（山口県）
- ミータス（山口産業系）（山口県）
- 村上石油（愛媛県）
- 三原産業（愛媛県）
- 福岡スタンダード石油（福岡県）
- 喜多村石油（福岡県）
- 喜多村石油店（福岡県）
- 九州エナジー（伊藤忠エネクス系）（大分県）
- Misumi（鹿児島県）
- りゅうせき（沖縄県）

### apollostation
- 出光リテール販売（東京都） - 直営
- ペトロスター関西（兵庫県） - 直営
- 常陽石油（茨城県）
- NEZASサービス（NEZAS系）（栃木県）
- 共栄海運（千葉県）
- 東日本エネルギー（千葉県）
- アルプス東京（千葉県）
- 関東礦油（東京都）
- 金沢エネルギー（石川県）
- 福井エネルギー（三谷商事系）（福井県）
- 若狭エネルギー（福井県）
- アルプス小浜（福井県）
- 吉田興産（長野県）
- アルプス中京（岐阜県）
- 静岡シェル石油販売（静岡県）
- サガミシード（静岡県）
- 英和エネルギー（静岡県） - 一部ローソンブランド
- 東和石油販売（豊田通商系）（愛知県）
- 名古屋シェル石油販売（愛知県）
- エザキ（エザキホールディングス系）（愛知県）
- サーラエナジー（サーラコーポレーション系）（愛知県）
- 中日本エネルギー（愛知県）
- 村瀬石油（愛知県）
- 三重石商事（三重県）
- 西日本エネルギー（滋賀県）
- シェル石油大阪販売所（大阪府）
- 永瀬石油（鳥取県）
- 富士商リテールサービス（富士商系）（山口県）
- 徳島石油（徳島県）
- 東九州アポロ（大分県）
- 沖縄出光（沖縄県）

### cosmo
- コスモ石油販売（東京都） - 直営
- キタセキ（宮城県）
- 遠藤商事（山形県）
- 津田屋（千葉県）
- 北日本石油（東京都）
- 太陽石油（神奈川県）
- 上原成商事（京都府）
- 今井石油（愛媛県）
- 高知石油（高知県）

### 大手3社他
- 角弘（青森県） - ENEOS・apollostation・cosmo
- 東日本宇佐美（宇佐美鉱油系）（東京都） - ENEOS・apollostation
- 太陽鉱油（東京都） - ENEOS・apollostation・cosmo・carenex
- 三愛リテールサービス（三愛オブリ系）（東京都） - ENEOS・cosmo・KYGNUS
- 昭和礦油（東京都） - ENEOS・apollostation
- マルネン（丸紅エネルギー系）（東京都） - ENEOS・apollostation・Me・丸紅エネルギー
- シナネン（シナネンホールディングス系）（東京都） - ENEOS・apollostation・cosmo
- 西日本宇佐美（宇佐美鉱油系）（愛知県） - ENEOS・apollostation
- 平和モビリティサービス（愛知県）
- 三重交通商事（三重交通系）（三重県） - ENEOS・cosmo
- エネクスフリート（丸紅エネルギー系）（大阪府） - ENEOS・apollostation・cosmo・carenex・KYGNUS・SOLATO
- 西日本フリート（丸紅エネルギー系）（大阪府）
- 伊丹産業（兵庫県） - ENEOS・apollostation
- 吉田石油店 - ENEOS、apollostation、cosmo、KYGNUS、SOLATO
- 新出光（福岡県） - ENEOS・apollostation・cosmo
- 東九州石油（大分県） - ENEOS・cosmo・SOLATO
- 南国殖産（鹿児島県） - ENEOS・apollostation

## 消滅したブランド
※石油元売会社系
- ニッコー石油 : 1950年 - 1961年。日本鉱業が展開していたが、ブランドをカクタス石油に変更。
- カクタス石油 : 1961年 - 1965年。ニッコー石油から転換され、共同石油の前身の一つの日本鉱業がサボテンマークで展開していた。
- アジア石油 : 共同石油の前身の一つ。アウル（フクロウ）マークで展開していた。
- 昭和石油 : 1985年にシェル石油と合併し昭和シェル石油となる。
- シェル（Shell） : 1985年に昭和石油と合併し昭和シェル石油となる。
- 丸善石油 : 1986年に大協石油と合併しコスモ石油となる。
- 大協石油 : 1986年に丸善石油と合併しコスモ石油となる。
- 日本石油 : 1991年にスタンドをNISSEKIブランドに変更した事で日本石油名のスタンドは消滅。
- NISSEKI（日石） : 日本石油→日石三菱が運営。1991年に日本石油からNISSEKIにスタンドブランドを変更した事で誕生。1999年に三菱石油と合併後、2001年にENEOSブランドを制定しブランド消滅。
- 日石三菱 : 1999年に新たなスタンドブランドが誕生し、新規店舗はこの名前も使っていたが、2001年に順次ENEOSに転換。
- 共同石油 : 1965年 - 1993年。JOMOに転換。
- JOMO（ジャパンエナジー） : 1993年 - 2010年。ENEOSに転換。
- 三菱石油 : 1931年 - 1999年。日本石油と合併し、日石三菱となるが、2001年にブランドを「ENEOS」へ、2002年に商号を新日本石油に変更し、消滅。
- 三井石油 - 東燃ゼネラル石油に売却され、現在はENEOS。
- STORK（九州石油） : 1960年 - 2008年。新日本石油に吸収合併されENEOSに転換。
- TAIYO（太陽石油） : 2008年にブランド名をSOLATOに転換。
- Express : 2018年にEnejetに転換。
- ESSO : 1961年 - 2019年。ENEOSに転換。
- Mobil :  - 2019年。ENEOSに転換。
- ゼネラル : - 2019年。ENEOSに転換。
- JSS - ジョイフル本田併設。出光興産に譲渡。